# Eric Groeleken
Eric Groeleken (Enschede, 3 maart 1966) is een voormalig Nederlands profvoetballer die tijdens zijn loopbaan voor een groot aantal clubs uitkwam.
Groeleken was afkomstig van de Enschedese amateurvereniging sv Vosta. Hij speelde voor de jeugd van FC Twente en werd geselecteerd voor de Nederlandse UEFA-jeugd, het nationale elftal voor spelers onder de achttien jaar. Op 6 oktober 1985 maakte hij zijn debuut voor FC Twente in een thuiswedstrijd tegen Go Ahead Eagles. Groeleken viel in de 71e minuut in voor Gordon Hill.
In de zomer van 1987 verlengde hij zijn contract bij Twente, maar vervolgens werd hij verhuurd aan Go Ahead Eagles. In 1988 werd hij voor 150.000 gulden verkocht aan FC Groningen. Met deze ploeg speelde hij in 1989 in de finale van de KNVB beker, waarin verloren werd van PSV. Ook kwam hij uit in Europese wedstrijden. Hij scoorde tegen Atlético Madrid en Servette FC. In oktober 1990 werd hij nadat hij bij Groningen op een zijspoor was beland, verhuurd aan N.E.C.. Een seizoen eerder was hij op huurbasis voor Maccabi Haifa FC uitgekomen. In 1991 mocht hij vertrekken bij Groningen.
Groeleken zette zijn carrière voort in Duitsland, waar hij achtereenvolgens uitkwam voor Preußen Münster, SC Paderborn 07, Arminia Bielefeld en SG Wattenscheid 09. Hij speelde vervolgens in Oostenrijk, Frankrijk en Venezuela en sloot zijn carrière af bij SV Hövelhof in de Oberliga Westfalen.

## Clubstatistieken
| Seizoen | Club                    | Competitie                  | Duels | Goals |  |
| ------- | ----------------------- | --------------------------- | ----- | ----- |  |
| 1985/86 | FC Twente               | Eredivisie                  | 9     | 0     |  |
| 1986/87 | FC Twente               | Eredivisie                  | 30    | 4     |  |
| 1987/88 | FC Twente               | Eredivisie                  | 4     | 0     |  |
| 1987/88 | Go Ahead Eagles (huur)  | Eerste divisie              | 27    | 9     |  |
| 1988/89 | FC Groningen            | Eredivisie                  | 28    | 8     |  |
| 1989/90 | FC Groningen            | Eredivisie                  | 8     | 0     |  |
| 1989/90 | Maccabi Haifa FC (huur) | Ligat Ha'Al                 | 14    | 1     |  |
| 1990/91 | FC Groningen            | Eredivisie                  | 1     | 0     |  |
| 1990/91 | N.E.C. (huur)           | Eredivisie                  | 20    | 1     |  |
| 1991/92 | Preußen Münster         | Vlag van Duitsland          |       |       |  |
| 1992/93 | Preußen Münster         | Vlag van Duitsland          |       |       |  |
| 1993/94 | SC Paderborn 07         | Vlag van Duitsland          |       |       |  |
| 1994/95 | Arminia Bielefeld       | Vlag van Duitsland          |       |       |  |
| 1995/96 | SG Wattenscheid 09      | Vlag van Duitsland          |       |       |  |
| 1996/97 | FC Linz                 | Erste Liga                  | 3     | 0     |  |
| 1997/98 | FC Gueugnon             | Ligue 2                     |       |       |  |
| 1998/99 | AS Beauvais Oise        | Ligue 2                     |       |       |  |
| 1999/00 | Caracas Fútbol Club     | Primera División Venezolana |       |       |  |
| 2000/01 | FC Oberneuland          | Vlag van Duitsland          |       |       |  |
| 2001/02 | 1. FC Wernigerode       | Vlag van Duitsland          | 14    | 11    |  |
| 2001/02 | SV Hövelhof             | Vlag van Duitsland          |       |       |  |